# Marseille (film, 2004)
Pour les articles homonymes, voir Marseille (homonymie).
Pour plus de détails, voir Fiche technique et Distribution.
Marseille est un film franco-allemand réalisé par Angela Schanelec et sorti en 2004.

## Synopsis
Sophie part en vacances à Marseille et échange son appartement en Allemagne contre un studio marseillais. Nous suivons ce personnage dans la ville phocéenne.

## Fiche technique
- Titre original : Marseille
- Réalisateur : Angela Schanelec
- Scénariste : Angela Schanelec
- Scénariste : Bettina Böhler
- Genre : Drame
- Durée : 95 minutes
- Année : 2004
- Pays : Allemagne
- Langue : Allemand
- Couleur : couleur
- Dates de sortie :    
  - 2004
  - 9 février 2005 (France)
- Production : Schramm Film Koerner & Weber

### Production
- Lieux de tournage : 
  - Berlin (Allemagne),
  - Marseille, (Bouches-du-Rhône, France)

## Distribution
- Maren Eggert : Sophie
- Marie-Lou Sellem : Hanna
- Alexis Loret : Pierre
- Devid Striesow : Ivan
- Emily Atef : Zelda
- Louis Schanelec : Anton